# 저스틴 밸도니
저스틴 밸도니(영어: Justin Baldoni, 1984년 1월 24일 ~ )는 미국의 남자 배우이자 영화 제작자다.